# Ferdinando Scianna
Ferdinando Scianna (Bagheria, 4 de julio de 1943) es un fotógrafo italiano.

## Biografía
Se matricula en la Facultad de Letras y Filosofía cerca de la Universidad de Palermo, donde seguirá diversos cursos sin terminar los estudios. En 1963 Leonardo Sciascia visita casi por azar su primera muestra fotográfica, que tiene como tema las fiestas populares, cerca del círculo cultural de Bagheria. Cuando se encuentran, nace enseguida una amistad que será fundamental para la carrera de Scianna.
Sciascia participa de hecho con el prefacio y textos de su primer libro, Fiestas religiosas en Sicilia, que le hace ganar el premio Nadar en 1966.
Se muda a Milán en el 1967 y después de un año empieza a colaborar como fotoreportero y enviado especial con el Europeo, convirtiéndose enseguida en el corresponsal de París.
En el 1977 publica en Francia Les Siciliens (Denoel), con textos de Domenique Fernández y Leonardo Sciascia, y en Italia La villa de los monstruos (con introducción de Leonardo Sciascia).
En París escribe para Le Monde Diplomatique y La Quinzaine littéraire y conoce a Henri Cartier-Bresson, cuyas obras lo habían influido desde joven. El gran fotógrafo lo introducirá en 1982 como primero y único fotógrafo italiano en la prestigiosa agencia fotográfica internacional, Magnum Photos, de la cual se convertirá en miembro efectivo en 1989. En 1984 colabora con Bresson y André Pieyre de Mandiargues para Henri Cartier-Bresson: portraits (Collins).
Mientras tanto traba amistad y colabora con varios escritores de éxito, entre los cuales está Manuel Vázquez Montalbán (que años más tarde escribe la introducción de Las formas del caos, 1989).) En los años ochenta trabaja también en moda y en publicidad, afirmándose como uno de los fotógrafos más requeridos. Aporta una contribución esencial al éxito de las campañas de Dolce e Gabbana  de la segunda mitad de los años ochenta.
En el 1995 retoma los temas religiosos, publicando Viaje a Lourdes, y en el 1999 se publican los retratos del famoso escritor argentino Jorge Luis Borges.
El 2003 se publica el libro Quelli di Bagheria (que forma parte de un proyecto más amplio que incluye un documental y varias exposiciones), reconstrucción de la ambientación y de las atmósferas de su juventud a través de una investigación en la memoria individual y colectiva. En diciembre de 2006 se presenta el calendario 2007 del Parco dei Nebrodi, con doce fotos de la actriz de Messina Maria Gracia Cucinotta.
Con su conciudadano Giuseppe Tornatore, con ocasión de su nueva película Baarìa, pública en 2009 el libro fotográfico Baaria Bagheria

## Obras
Lista incompleta de obras:
- Leonardo Sciascia, Feste religiose in Sicilia, Leonardo de Vence editora, Bari, 1965.
- con Annabella Rossi, Il glorioso Alberto, Milano, Editphoto, 1971.
- Gianni Pirrone, Palermo liberty, Sciascia, Caltanissetta, 1971.
- I siciliani, textos de Dominique Fernandez y Leonardo Sciascia, Einaudi, Turín, 1977. ISBN 9788806098117
- La villa dei mostri, introducción de Leonardo Sciascia, Einaudi, Turín, 1977.
- Ferdinando Scianna, Grupo editorial Fabbri, (Grandi fotografi n. 41), Milano, 1983.
- l grande libro della Sicilia, Mandadori, Milán, 1984.
- Livorno, texto de Aldo Santini, Belforte, Livorno, 1986.
- L'istante e la forma, Ediprint, Siracusa, 1987.
- Nino Garajo pittore di Bagheria, Iger, Roma, 1988.
- Kami, L'immagine, Milán-Palermo, 1988.
- Camiseta, texto de Conduzco Vergani, Sciardelli, Milán 1989.
- Leonardo Sciascia, Ore di Spagna, Pungitopo, Marina di Patti, 1988; Bompiani, Milán, 2000. ISBN 8845244024
- Città del mondo, Bompiani, Milán, 1988.
- Leonardo Sciascia, texto de Claude Ambroise, Sciardelli, Milán, 1989.
- Le forme del caos, con un ensayo de Manuel Vázquez Montalbán y una nota de Leonardo Sciascia, Art&, Udine, 1989. ISBN 8885893139
- Gli approdi: il mito, a cura di Antonio Maglio, Edisalento, Lecce, 1992.
- Marpessa, Leonardo, Milán 1993 ISBN 8835502179
- Altrove: reportage di moda, Federico Motta,  Milán, 1995 ISBN 8871790529
- Viaggio a Lourdes, Mondadori, Milán, 1996.
- Dormire, forse sognare, Artes gráficas Friulane, Tavagnacco; Phaidon, London, 1997. ISBN 9788886550291 ISBN 0714837199
- Henri Cartier-Bresson fotografato da Martine Franck, Sciardelli, Milán, 1998.
- Jorge Luis Borges, Sciardelli, Milán 1999.
- Ignazio Buttitta, texto de Roberto Leydi, Sciardelli, Milán, 1999.
- Obiettivo ambiguo, Rizzoli, Milán, 2000. ISBN 8817866210
- Bravo Scianna, Domtar, Canadá, 2000.
- Ferdinando Scianna: altre forme del caos, Contrasto, Roma, 2000.
- Dacia Maraini, Sicilia acordada, Rizzoli, 2001. ISBN 8817863858
- Mondo bambino, L'arte a stampa, Milán, 2002.
- Quelli di Bagheria, Fundación Galería Gottardo, Lugano, 2002. ISBN 888645516X, ISBN 9788886455169
- Bibliografia dell'istante, L'ancora del Mediterraneo, Nápoles, 2003. ISBN 8883251490
- Siciliana, L'ippocampo, 2003 ISBN 8888585125.
- Ferdinando Scianna: Sicilia dentro, Pagano, Bagheria, 2003.
- Ferdinando Scianna, textos de Alessandra Mauro, Hachette fascicoli (I grandi fotografi n. 4), Milán, 2005.
- La luce fiorisce e si rappiglia,, Colophon, Belluno, 2006.
- Ferdinando Scianna: fotografías 1963-2006, selección de Vittorio Fagone, Fundación Ragghianti, Lucca, 2006 ISBN 8889324120.
- Elisa Fulco (selección de), Palermo andata e ritorno: Gabriele Basilico en conversación con Ferdinando Scianna, Ediciones de passaggio, Palermo, 2007 ISBN 9788890172625
- Andrea Camilleri, Gli arancini di Montalbano, Mondadori, Milán, 2006 ISBN 8804560746.
- Lo dolce piano, Federico Motta, Milán, 2008.
- Ferdinando Scianna: la geometria e la passione, introducción de Maurice Nadeau, Contrasto Dos, 2008. ISBN 9788869651007, ISBN 9788869651946.
- Baaria Bagheria: diálogo sobre la memoria, el cine, la fotografía con Giuseppe Tornatore, Contrasto, Roma, 2009 ISBN 9788869652059.
- Etica e fotogiornalismo,, Electa, Milán, 2010 ISBN 9788837068226.
- Autoritratto di un fotografo, Bruno Mondadori, Milán, 2011 ISBN 9788861596184.
- Piccoli mondi, Contrasto, Contrasto, Roma, 2012 ISBN 9788869653407.
- Ti mangio con gli occhi, Contrasto DOS, Roma, 2013 ISBN 9788869654473.
- Visti e Scritti  (Roma, 2014).
- Lo specchio vuoto: Fotografía, identidad y memoria (Roma, 2015).

## Exposiciones individuales
- 1962: Círculo de cultura, Bagheria.
- 1963: Biblioteca Comunal, Milán.
- 1977: Sección cultural del SICOF, Milán e Institución Italiana de Cultura, París.
- 1979: Galería El Diaframma, Milán.
- 1981: Landesbildstelle Wurttemberg, Stoccarda.